# Verbascum symes
Verbascum symes är en flenörtsväxtart som beskrevs av Murb- och Rech. f.. Verbascum symes ingår i släktet kungsljus, och familjen flenörtsväxter. Inga underarter finns listade i Catalogue of Life.